# 張郃
張郃（2世紀？—231年），字乂，河間國鄚縣（今河北省任丘市）人，三國時期曹魏名將，官至征西車騎將軍，封鄚侯；死後，追封諡曰壯侯。以“臨場巧變”見稱，先隨韓馥，後隨袁绍。在官渡之戰時遭到謀士郭圖的誣陷，所以轉投曹操。在曹魏帳下常立功勛。

## 生平

### 時勢趨然
張郃於黃巾之亂的時候，以韓馥的軍司馬身份參與鎮壓叛亂。韓馥死後，效力於袁紹。在攻打公孫瓚時立下不少戰功，升為寧國中郎將。在官渡之戰中，曹操襲擊烏巢，張郃說：「曹公兵精，往必破瓊等；瓊等破，則將軍事去矣，宜急引兵救之。」但郭圖卻說：「郃計非也。不如攻其本營，勢必還，此為不救而自解也。」張郃反駁：「曹公營固，攻之必不拔，若瓊等見禽，吾屬盡為虜矣。」結果袁紹聽信郭圖，不聽張郃的勸阻，派他攻打曹操軍營，結果不但沒攻下，缺乏救援的烏巢也被劫了。郭圖的計謀失敗後，誣陷張郃失敗後出言不遜，張郃等將領懼怕被追究，於是投降了曹操。曹操對張郃的投降感到高興，親自迎接並稱「如微子去殷，韓信歸漢也」，此後擔任著偏將軍、封都亭侯。

### 掃除河朔
随后的南征北战，张郃表现出了他的武将风姿。攻邺城，渤海败袁尚、袁谭，征乌丸，围雍奴，讨柳城，征东莱，讨管承、陈兰、梅成，平马超，破韩遂，围安定，降杨秋，与夏侯渊讨鄜贼梁兴及武都氐，平宋建，灭张鲁，屡建战功。

### 堅整嚴備
後來張郃頗受曹操重用，张郃跟随太祖（曹操）到渭南，击溃了马超、韩遂，保卫了安定城，也令马超的部将杨秋投降。後张郃、夏侯渊一起征讨盘踞在鄜城的贼寇梁兴和武都一代的氐族叛军，再次击败了马超的部队，平定了宋建统治的地区。張郃在對馬超和韓遂的討伐有功，更先後與張遼、徐晃及夏侯淵搭擋。
215年漢中之戰曹操亲率大军进攻汉中，从散关入，派张郃率五千步兵在前开道，一直到阳平。张鲁投降，在曹操平定漢中亦立下不少戰功。曹操回军，留张郃与夏侯渊、徐晃等守汉中，以拒刘备。同年，张郃率五千步兵南下进攻巴西郡，欲迁徙当地百姓到汉中。刘备派征虏将军张飞领万余精兵为巴西郡太守，抗击张郃。张郃军进至岩渠，与张飞相拒五十余日，張飛率精兵萬餘人從小道進攻張郃，由於山道狹窄，首尾不能相救，張郃軍被击破，張郃棄馬緣山和手下十餘人退回南鄭。升迁荡寇将军。
建安二十三年（218年），刘备进攻汉中，屯于阳平，夏侯渊、张郃、徐晃等率军迎击，张郃负责防守广石。
刘备亲自率精兵万余人，分为十部，夜间猛攻张郃。张郃率亲兵与蜀军进行对抗，刘备不能攻克张郃。
曹劉兩軍相峙多時，建安二十四年（219年）正月，劉備軍在走马谷放火烧营，張郃守東圍，夏侯淵守南圍，劉備軍向張郃那面進攻，張郃不利，夏侯淵调一半兵力来增援，并救火，途中遇上刘备军，被黄忠率軍所杀。曹军大败，张郃同败军一起退守阳平关东。司马郭淮和督军杜袭收敛散卒，推举张郃继夏侯渊为魏军主帅。张郃出任，指挥士兵，布置营寨，军心安定。不久，曹操遣使令张郃假节。刘备欲渡汉水来攻，见魏军在汉水以北列阵相迎，刘备于是放弃渡河，隔水相持。曹操亲自进攻汉中，不能取胜，于是撤出汉中的部队，令张郃屯兵于陈仓。
“刘备屯阳平，郃屯广石。备以精卒万余 ，分为十部，夜急攻郃 。郃率亲兵搏战，备不能克。”陈寿后评称张郃用兵以巧变称，而此战则显示出他的严整坚重。刘备起自河北，又曾北从袁绍，对张郃向来应有所知，阳平广石之役可能給了劉備對張郃的能耐有了強烈的認知。

### 舉接代位
夏侯淵死後，漢中地區的魏軍群龍無首，軍司馬郭淮見狀，便說：「張將軍乃國家之名將，為劉備所忌憚；今日事態緊急，非張將軍不能安定軍心。」於是立刻被推舉為主將，並迅速重整因失去大將而混亂的軍隊。而當劉備聽聞黃忠斬殺了夏侯淵，卻說：「要殺就殺張郃，殺夏侯淵有什麼用！」

### 外勒戎旅
延康元年，曹丕即魏王位后，任命张郃为左将军，进封都乡侯爵位。等到曹丕登基之后，又进封他为鄚侯，命令张郃与曹真率领兵马征伐盘踞在安定一带的卢水胡人和东部羌人。
222年，曹丕派曹真率领张郃、徐晃、夏侯尚进攻东吴据守的江陵城，张郃率军击败了外围吴将孙盛的东吴援军，夺取了中洲。魏军围攻江陵达六个月，遭到了吴将朱然率领的东吴守军的顽强抵抗，最后魏军无功而返。而《吴主传》的記錄比較詳細：「秋九月，魏乃命曹休、张辽、臧霸出洞口，曹仁出濡须，曹真、夏侯尚、张郃、徐晃围南郡。权遣呂範等督五军，以舟军拒休等，诸葛瑾、潘璋、杨粲救南郡。二年春正月，曹真分军据江陵中洲。」
魏明帝曹叡即位后，派张郃来到南方，驻扎荆州，和司马懿一起进攻孙权的部将刘阿等人，大军来到祁口，与吴军激战，打败了刘阿所部。

### 臨陣制變
228年街亭一役是張郃一生最成功的戰役，蜀漢丞相諸葛亮進行第一次北伐，其中的街亭之戰，曹叡给张郃加官特进，让他总督各路军马，在街亭阻挡诸葛亮的部将蜀漢馬謖。马谡棄守五路總口，只給王平五千兵馬，繼而依傍险要的南山扎寨，没有下山占据城池而守。张郃包圍马谡於高山上，断绝了他取水的道路，然後发起进攻，大败马谡，之後見到王平領千人鳴鼓自守，懷疑有伏兵而不再追擊。此後攻回早先叛降諸葛亮的南安、天水、安定三郡。
而魏明帝亦下诏说：「贼亮以巴蜀之众，当虓虎之师。将军被坚执锐，所向克定，朕甚嘉之。益邑千户，并前四千三百户。」

### 屈指可數
街亭之戰大獲全勝後，張郃一度被朝廷調回到荊州支援司馬懿與吳國作戰，受命為節度使督導關中諸軍。他到達荊州時，正好是冬天河流水淺的時候，大船無法通行，只好住紮在方城。
這時諸葛亮又再出祁山急攻陳倉，曹叡急召張郃到京城，還親自到河南城巡視，設置酒宴為張郃送行，詢問道：「等將軍你到了，諸葛亮會不會已經攻下陳倉？」張郃知道諸葛亮的軍隊孤軍深入，沒有太多糧食，不能久攻，卻說：「不用等臣到，諸葛亮就先撤退；我屈指一算，諸葛亮的軍糧維持不了十天。」《資治通鑑》記載為張郃回答曹叡的話時，用手指算著說：「在臣下抵達的時候，諸葛亮早就退了。」
曹叡遣南北軍士三萬及分遣武衛、虎賁使衛張郃。張日夜兼程趕路，還沒到達，諸葛亮的糧食已盡，領兵退去；將軍王雙追趕，被諸葛亮擊殺。魏明帝詔張郃還京都，拜征西車騎將軍。
「屈指」意為用手指計算事物的數量，後來成語「屈指可數」就從《三國志·張郃傳》演變而出，用來形容數量很少。

### 戰死木門
公元231年，诸葛亮第四次北伐，張郃受命帶兵進駐洛陽，諸葛亮因擔心祁山糧道截斷，下令蜀軍回退，命魏延誘敵，姜維斷後。張郃在木門道追擊蜀軍交戰，遭到無當飛軍伏擊，身中數十箭，不治而死。據《魏略》記載，司馬懿強行命令張郃追擊，以致張郃身亡。
張郃死後，朝廷赐给他壮侯的谥号，他的儿子张雄继承了他的爵位。张郃征战多年，屡立战功，明帝分给他食邑，封他的四个儿子为列侯，赐给他的小儿子关内侯的爵位。

## 特徵
張郃雖為將亦愛樂儒士，嘗薦同鄉卑湛經明修行，詔曰：「昔祭遵為將，奏置五經大夫，居軍中，與諸生雅歌投壺。今將軍外勒戎旅，內存國朝。朕嘉將軍之意，今擢湛為博士。」（被皇帝下詔嘉獎，將張郃比作愛好儒學的東漢大將祭遵，並將卑湛提升為博士。）

### 才能表現
張郃為將心思細密，精通歷算，又擅長戰場規劃與謀略，在多次作戰前必會分析敵我軍勢，然後再作詳盡的謀略。在多次戰役中顯示張郃並不只是猛將一名，而張郃更能稱得上智將。例如在袁曹的官渡大戰、蜀魏的漢中戰、定軍山之戰都薦舉出不少計謀，又或是破謀等例如黃忠的「反客為主」之計、諸葛亮的「埋伏計」和算出蜀軍急攻陳倉的糧數等。其中算出蜀軍急攻陳倉糧數足以表現出張郃的智慧和曆法算術。

#### 木門道
231年諸葛亮復出祁山，司馬懿派遣費曜、戴淩以四千兵力留守上邽，其餘全部支援祁山，張郃認為應當分兵在雍、郿兩縣以防諸葛亮襲擊後方，然而司馬懿卻擔心無法抵禦諸葛亮，繼而否決分兵的提議，結果諸葛亮反而分兵留攻祁山，親自率軍攻打上邽，不但擊破守軍，還大量收割麥子，並在撤軍時利用怪樹灘險惡之地形，暫時癱瘓司馬懿使之無法交戰。張郃說：「敵軍遠道而來，我軍的優勢不在作戰，而是要以長遠之計打敗敵軍。祁山的守軍知道大軍就在附近，人心自然會穩定，因此我們應當駐守於此，再以奇兵襲擊蜀軍後方，不宜前進卻又不敢作戰，而使軍心與士氣不穩。」司馬懿不聽，堅持要找諸葛亮，找到之後又登山掘營，避不肯戰，因而被部屬說「畏蜀如虎」，之後在諸將請命之下才派遣張郃攻王平，不能勝，自己率軍與諸葛亮正面交鋒，結果以大敗收場。後諸葛亮退兵，司馬懿命令張郃追擊，張郃說：「軍法，圍城必開出路，歸軍勿追。」司馬懿不聽，張郃無奈出戰，于木門道遭蜀軍伏擊，中箭陣亡。
张郃战死的三种记载：
1. 《三国志·张郃传》：“郃追至木门，与亮军交战，飞矢中郃右膝，薨，谥曰壮侯”。
2. 裴注引《魏略》：亮军退，司马宣王使郃追之，郃曰：“军法，围城必开出路，归军勿追。”宣王不听。郃不得已，遂进。蜀军乘高布伏，弓弩乱发，矢中郃髀。
3. 《太平御览·卷291◎兵部二十二○料敵下》引 袁希之《汉表传》：丞相亮出军围祁山，以木牛运粮。魏司马宣王、张郃救祁山。夏六月，亮粮尽，军还，至于青封木门。郃追之，亮驻军削大树皮，题曰：“张郃死此树下。”豫令兵夹道，以数千强弩备之。郃果目见，千弩俱发，射郃而死。

## 史料的混乱之处
裴松之在張郃傳中提到：「臣松之案武紀及袁紹傳並云袁紹使張郃、高覽攻太祖營，郃等聞淳于瓊破，遂來降，紹眾於是大潰。是則緣郃等降而後紹軍壞也。至如此傳，為紹軍先潰，懼郭圖之譖，然後歸太祖，為參錯不同矣。」因此究竟是張郃先降曹操而後袁紹軍大潰，還是袁紹軍先大潰而後張郃降曹操尚有爭議。
《三国志·魏书·张郃传》“紹軍先潰，懼郭圖之譖，然後歸太祖”。但《三国志·魏书·武帝纪》和《三国志·袁绍传》均为“袁紹使張郃、高覽攻太祖營，郃等聞淳于瓊破，遂來降，紹眾於是大潰。”再因，张郃、高览领“重兵”来看，应是先归曹操，而袁绍后败。同時《三國志·魏志·荀攸傳》亦記載“太祖自将攻破之，尽斩琼等。绍将张郃、高览烧攻橹降，绍遂弃军走。郃之来，洪疑不敢受，攸谓洪曰：“郃计不用，怒而来，君何疑？”乃受之。”。
关于张郃的记载，是《三国志》中较为混乱且前后不甚统一的。但根据其作者陈寿所处朝代为司马晋朝来看，就能明白其中道理。纵观《三国志》《魏书》《魏略》《汉晋春秋》等史料相关记载，张郃是司马懿一生中与之争论最多的一位。因而，陈寿身为晋朝的史官，不详细记录张郃事迹也在情理之中。

## 與司馬懿之爭論
張郃曾與司馬懿在應對諸葛亮北伐用兵上有數次意見分歧：
建興九年二月（231年），諸葛亮北伐祁山。司馬懿先留精兵四千守上邽，然後與張郃率餘眾迎救祁山，張郃想分兵前後駐雍、郿，司馬懿反對分兵認為：「如果前軍能單獨應付蜀軍，你的確所言甚是，但若然不能而又分兵前後，就會像楚的三軍為黥布所擒。」
司馬懿與諸葛亮軍隊因收割麥而於上邽之東相遇，司馬懿卻依險不戰，諸葛亮還兵之時又緊隨其至鹵城。張郃認為：「對方遠處走來請戰而不得，以逸待勞，不戰正好對我方有利，長期對峙以制諸葛亮。而且，祁山知我方的大軍在附近，人心已穩固，應先於此屯兵，然後分出一支奇兵到其後方侵擾。不應該把全部軍隊不停向其前進但卻又不敢侵襲，簡直坐失民望。如今諸葛亮糧草少，不日將去。」司馬懿不聽從，繼續領兵緊隨諸葛亮，追上後又登山掘營卻偏不肯戰。
賈栩、魏平多次要求司馬懿出戰，更說：「你懼怕蜀軍如懼怕老虎，會被天下人所笑！」，司馬懿为此感到忧虑，但終歸在五月因諸將咸請戰（「咸」或包括張郃），而命令張郃出戰，結果被諸葛亮大破，獲甲首三千級，衣鎧五千領，角弩三千一百張，司馬懿帶兵返回營地。
諸葛亮從祁山糧盡退兵之時，司馬懿命令張郃追擊，張郃卻反駁：「軍法寫明：圍城必開出路，歸軍勿追。」司馬懿不聽從，強令張郃進攻，張郃不得已出兵至木門，結果遭到蜀軍從高處埋伏，弓弩亂發，亂矢射中張郃大髀致死。

## 家庭
- 至少有四個兒子
- 長子：張雄，張郃被殺後继承張郃的爵位。
- 次子：名字不詳，被明帝封为列侯。
- 三子：名字不詳，被明帝封为列侯。
- 幼子：名字不詳，被明帝賜关内侯爵位。[15]

## 逸話

### 墓葬
張郃葬於木门峡谷中。而时至今日，木门峡谷中仍存有张郃坪、张郃墓。张家坪〔原名张郃坪〕位於木门道峡谷东侧，为诸葛亮与魏将张郃作战时的埋伏之处。峡谷西侧为十悄地梁，其下有诸葛亮拴马之处的拴马湾。峡谷低处有一小山石，成椭圆形，名曰石鼓。另外离石鼓不远处有一土堆小丘，形如巨钟，故称土钟。据《三国志·张郃传》载：“诸葛亮复出祁山，诏郃督诸将西至略阳，亮还保祁山，郃追至木门，与亮交战，飞矢中郃右膝，谥曰壮侯”。

### 成語
- 屈指可數：「屈指」意為用手指計算事物的數量，自張郃計算諸葛亮急攻兵糧，用手指都可數得出多少天，以此演變意義用作形容數量很少。

### 武器
在小說《三國演義》裡，張郃於七十回中就有「張郃復回，剌雷銅於馬下」，和九十九回中就有「拍馬舞槍，沖出重圍，無人能擋」。

### 小說

#### 三國演義
張郃一開始是袁紹的將領，在郭圖誣陷下和高覽投降曹操。
漢中之戰時，張郃守瓦口關，一時中張飛酗酒計折損大軍，雖然計殺雷銅，最後還是被張飛抄小路打退，因此激怒曹洪並被其下令處斬，但在郭淮求情下帶兵去守天盪山試著將功贖罪，不過韓浩、夏侯德不聽張郃指令而失守天盪山，曹操聽了也寬恕張郃。
諸葛亮第三次北伐時，張郃領著戴陵奇襲諸葛亮反被包圍，不過張郃以自身勇猛突圍下拯救戴陵，令諸葛亮想回張郃對陣張飛一事，十分忌憚。
祁山之戰時，張郃見到蜀軍撤退而自願向司馬懿要求追擊，雖然對蜀軍伏兵稍有警覺，最後還是在木門道追趕伏擊引誘自己的魏延，不料被蜀軍落石圍困，張郃軍都被高處弩兵射殺。
張郃在書中被刻寫為「生性急暴」，在歷史上街亭之戰和木門道的智慧均改由司馬懿展現。
張郃的主要武力體現有潼關之戰和馬超交手（毛本描寫「張郃出迎，戰二十合亦敗走」，嘉靖本為「張郃出迎，不三合，敗走」），和趙雲交手有兩段描寫（毛本描寫「郃與雲戰三十餘合，撥馬敗走」、長坂坡之戰中描述「雲更不答話，挺槍便戰。約十餘合，雲不敢戀戰，奪路而走」，嘉靖本為「郃與子龍戰十餘合，氣力不加，撥馬便走」、長坂坡之戰中描述「趙雲更不答話，來戰張郃。約戰十餘合，趙雲料道不能勝，奪路而走」），瓦口關之戰張郃大戰張飛（毛本描述是「兩將在火光中，戰到三五十合」，嘉靖本的描述則是「郃與死戰百十餘合，山上火起，已被張飛後軍奪了寨柵」，可見張郃死戰之下可敵張飛百十餘合）。

#### 其他小說
日本國民作家吉川英治基於《三國演義》翻寫而成、在日本最膾炙人口的三國歷史小說《三國志》，其中因作者的失誤，張郃在作品中死了三次，第一次在汝南被關羽所殺，第二次在長坂被趙雲所殺，第三次在木門道被諸葛亮所殺。

### 動畫遊戲
- 真三國無雙系列 / 無雙OROCHI系列（光榮公司開發，幸野善之配音）
- 三國演義
- 《蒼天航路》（王欣太）
- 《火鳳燎原》（陳某）:設定於討董卓之戰登場，為袁方親信手下，曾在遼原火（趙雲）及張遼手中救出袁譚，在官渡之戰後因司馬懿的離間計下使自己和高覽誤為曹操內應，後和高覽投降曹操。後來於363回狹道真理中，透漏鍾繇曾是水鏡府專教 "忠義" 的鍾老師，而他目前的兩位學生是早已達成共識，兩位同是姓 "張" 的張遼和張郃。
- 《三國志姜維傳》(Ratchet):被描寫為一個滿口美學的人，經常說「XX之美」。

### 影視
- 中國电视剧《诸葛孔明》（1985年）：潘正民饰演张郃。
- 中國中央電視台電視劇《三國演義》（1994年）：徐偉茹饰演青年张郃，王化南饰演中年张郃，邢国洲饰演老年张郃。
- 中國電視劇《三国》（2010年）：谭建昌飾演张郃。
- 中國電視劇《曹操》（2013年）：李家飾演张郃。
- 中國電視劇《軍師聯盟》（2017年）：郭家諾飾演张郃。

## 評價
- 陳壽：「郃識變數，善處營陳，料戰勢地形，無不如計，自諸葛亮皆憚之。」「太祖建茲武功，而時之良將，五子為先。于禁最號毅重，然弗克其終。張郃以巧變為稱，樂進以驍果顯名，而鑒其行事，未副所聞。或注記有遺漏，未如張遼、徐晃之備詳也。」[17]
- 曹操：「昔子胥不早寤，自使身危，豈若微子去殷、韓信歸漢邪？」
- 陳群：「郃誠良將，國所依也。」[18]
- 劉備：「當得其魁，用此何為邪！」（要殺就殺張郃，夏侯淵算什麼！）
- 郭淮：「張將軍，國家名將，劉備所憚；今日事急，非張將軍不能安也。 」
- 曹叡：「賊亮以巴蜀之眾，當虓虎之師。將軍被堅執銳，所向克定，朕甚嘉之。益邑千戶，並前四千三百戶。」、「昔祭遵為將，奏置五經大夫，居軍中，與諸生雅歌投壺。今將軍外勒戎旅，記憶體國朝。朕嘉將軍之意，今擢湛為博士。」
- 魚豢：「淵雖為都督，劉備憚郃而易淵。」（《三國志 魏書 張樂於張徐傳第十七》 ）
- 王弘：「昔魏朝酷重張郃，謂不可一日無之。及郃死，何關興廢？」[19]
- 張預《十七史百將傳·卷五》：「孙子曰：『绝山依谷。』郃以马谡不下据城而绝其汲道。又曰：『归师勿遏。』郃追亮归军，而败覆得也。」
- 祖君彥：「若隋代官人，同吠堯之犬，尚荷王莽之恩，仍懷蒯聵之祿。審配死於袁氏，不如張郃歸曹；范增困於項王，未若陳平從漢。」（《舊唐書·卷五十三·列傳第三·李密》）
- 朱元璋：「王保保以铁骑劲兵，虎踞中原，其志殆不在曹操下，使有谋臣如攸、彧，猛将如辽、郃，予两人能高枕无忧乎。」[20]
- 黃道周：“张郃袁将，欲求乌巢。郭图异议，恐败见嘲。特加谮妒，郃惧归曹。街亭绝汲，马谡败逃。亮围陈仓，曹虑动摇。郃虑无谷，久矣去郊。及救兵到，果属徒劳。谁知再至，木门相遇。飞矢中膝，痛失英豪。”
- 王歆：“张郃名将，辽之亚匹，而可与徐晃等比肩。百战汉中，终不能全，是时势使然，非郃之过。然备“当得其魁”云云，料贬抑黄忠，而独高张飞意，不可尽信。渊之用兵，不在郃下。至后祁山之役，悍拒诸葛，皆郃、真之功，观司马懿使郃追敌致殁，是懿军略，或在郃下。小说家独以懿为亮匹敌，未知是上亮欤，是下亮欤？别传中云郃自欲赶敌，懿阻之不听，恐不可信。”
- 蔡東藩：“郃为魏著名大将，街亭一役，郃实主之；诸葛公计毙此獠，马谡有知，能无快意？”

## 延伸阅读
[在维基数据编辑]
 《三國志/卷17》，出自陳壽《三國志》
 在维基共享资源阅览影像

## 備註
1. ↑  然而裴松之卻提出質疑，認為武帝本紀跟袁紹傳皆表達張郃、高覽攻擊曹操本營，聽聞淳于瓊被破，失去糧草，直接投降，因此袁紹軍大潰。與張郃傳表示因為袁紹軍大潰，又被郭圖誣陷，因此投降相反。且前兩傳亦無郭圖陷害之事，姜宸英更直接認為：此必郃家傳，自文其醜，故與《武紀》、《紹傳》互異。
2. ↑  《三国志》：张郃字儁乂，河间鄚人也。汉末应募讨黄巾，为军司马，属韩馥。馥败，以兵归袁绍。绍以郃为校尉，使拒公孙瓒。瓒破，郃功多，迁宁国中郎将。
3. ↑  《三国志》：授以众，从攻邺，拔之。又从击袁谭于渤海，别将军围雍奴，大破之。从讨柳城，与张辽俱为军锋，以功迁平狄将军。别征东莱，讨管承，又与张辽讨陈兰、梅成等，破之。从破马超、韩遂于渭南。围安定，降杨秋。与夏侯渊讨鄜贼梁兴及武都氐。又破马超，平宋建。
4. ↑  《魏略》：渊虽为都督，刘备惮郃而易渊。及杀渊，备曰：“当得其魁，用此何为邪！”
5. ↑  《三國志·張郃傳》：文帝即王位，以郃为左将军，进爵都乡侯。及践阼，进封鄚侯。诏郃部与曹真讨安定卢水胡及东羌，召郃与真井朝许宫，遣南与夏侯尚击江陵。郃别督诸军渡江，取洲上屯坞。
6. ↑  《三國志·張郃傳》：明帝即位，遣南屯荆州，与司马宣王击孙权别将刘阿等。追至祁口，交战，破之。
7. ↑  《三國志·蜀書·王平傳》：「建興六年，屬參軍馬謖先鋒。謖捨水上山，舉措煩擾，平連規諫謖，謖不能用，大敗於街亭。眾盡星散，惟平所領千人鳴鼓自持，魏將張郃疑其伏兵，不往逼也。」
8. ↑  《資治通鑑》卷71: 帝召張郃于方城，使擊亮。帝自幸河南城，置酒送，問曰：“遲將軍到，亮得無已得陳倉乎！＂知亮深入無谷，屈指計曰：“比臣到，亮已走矣。＂晨夜進道，未至，亮糧盡，引去；將軍王雙追之，亮擊斬雙。
9. ↑  《三國志》卷17：司马宣王治水军于荆州，欲顺沔入江伐吴，诏郃督关中诸军往受节度。至荆州，会冬水浅，大船不得行，乃还屯方城。诸葛亮复出，急攻陈仓，帝驿马召郃到京都。帝自幸河南城，置酒送郃，遣南北军士三万及分遣武卫、虎贲使卫郃，因问郃曰：“迟将军到，亮得无已得陈仓乎！”郃知亮县军无谷，不能久攻，对曰：“比臣未到，亮已走矣；屈指计亮粮不至十日。”郃晨夜进至南郑，亮退。诏郃还京都，拜征西车骑将军。
10. ↑  《三国志》：郃识变数，善处营陈，料战势地形，无不如计，自诸葛亮皆惮之。郃虽武将而爱乐儒士，尝荐同乡卑湛经明修行，诏曰：“昔祭遵为将，奏置五经大夫，居军中，与诸生雅歌投壶。今军外勒戎旅，内存国朝。朕嘉将军之意，今耀湛为博士。”
11. ↑  《三國志/蜀書五/諸葛亮傳》：九年，亮復出祁山，以木牛運，漢晉春秋曰：亮圍祁山，招鮮卑軻比能，比能等至故北地石城以應亮。於是魏大司馬曹真有疾，司馬宣王自荊州入朝，魏明帝曰：「西方事重，非君莫可付者。」乃使西屯長安，督張郃、費曜、戴陵、郭淮等。宣王使曜、陵留精兵四千守上邽，餘衆悉出，西救祁山。郃欲分兵駐雍、郿，宣王曰：「料前軍能獨當之者，將軍言是也；若不能當而分為前後，此楚之三軍所以為黥布禽也。」遂進。亮分兵留攻，自逆宣王于上邽。郭淮、費曜等徼亮，亮破之，因大芟刈其麥，與宣王遇于上邽之東，斂兵依險，軍不得交，亮引而還。宣王尋亮至于鹵城。張郃曰：「彼遠來逆我，請戰不得，謂我利在不戰，欲以長計制之也。且祁山知大軍以在近，人情自固，可止屯於此，分為奇兵，示出其後，不宜進前而不敢偪，坐失民望也。今亮縣軍食少，亦行去矣。」宣王不從，故尋亮。旣至，又登山掘營，不肯戰。賈栩、魏平數請戰，因曰：「公畏蜀如虎，柰天下笑何！」宣王病之。諸將咸請戰。五月辛巳，乃使張郃攻无當監何平於南圍，自案中道向亮。亮使魏延、高翔、吳班赴拒，大破之，獲甲首三千級、玄鎧五千領、角弩三千一百張，宣王還保營。糧盡退軍，與魏將張郃交戰，射殺郃。
12. ↑  或名「賈詡」，非同國太尉賈詡
13. ↑  《漢晉春秋/卷二》：建興九年二月伐魏。亮圍祁山，招鮮卑軻比能，比能等至故北地石城以應亮。於是魏大司馬曹真有疾。司馬宣王自荊州入朝，魏明帝曰：「西方事重，非君若可付者。」乃使西屯長安，都督張郃，費耀、戴陵、郭淮等。宣王使耀、陵留精兵四千守上邽，餘眾悉出西救祁山。郃欲分兵駐雍、郿，宣王曰：「料前軍能獨當之者，將軍言是也；若不能當而分為前後，此楚之三軍所以為黥布禽也。」遂追。亮分兵留攻，自逆宣王於上邽。郭淮費耀等徼亮，亮破之，因大芟刈其麥，與宣王遇於上邽之東，斂兵依險，軍不得交，亮引兵而還，宣王尋亮至於鹵城。張郃曰：「彼遠來逆我，我請戰不得，謂我利在不戰，欲以長計制之也。且祁山知大軍以在近，人情自固，可止屯於此，分為奇兵，示出其後，不宜進前而不敢逼，坐失民望也。今亮懸軍食少，亦行去矣。」宣王不從，故尋亮。既至，又登山掘營，不肯戰。賈詡、魏平數請戰，因曰：「公畏蜀如畏虎，柰天下笑何！」宣王病之。諸將咸請戰。五月辛已，乃使張郃攻無當監何平於南圍。自案中道向亮。亮使魏延、高翔、吳班赴拒，大破之。獲甲首三千級，衣鎧五千領，角弩三千一百張，宣王還保營。
14. ↑  《三國志/魏書十七/張郃傳》：諸葛亮復出祁山，詔郃督諸將西至略陽，亮還保祁山，郃追至木門，與亮軍交戰，飛矢中郃右膝，薨，魏略曰：亮軍退，司馬宣王使郃追之，郃曰：「軍法，圍城必開出路，歸軍勿追。」宣王不聽。郃不得已，遂進。蜀軍乘高布伏，弓弩亂發，矢中郃髀。謚曰壯侯。
15. ↑  《三国志》：诸葛亮复出祁山，诏郃督诸将西至略阳，亮还保祁山，郃追至木门，与亮军交战，飞矢中郃右膝，薨，谥曰壮侯。子雄嗣。郃前后征伐有功，明帝分郃户，封郃四子列侯。赐小子爵关内侯。
16. ↑  《三國志通俗演義（嘉靖本）·木門道弩射張郃》：「大先锋张郃曰：『吾愿往之。』懿阻曰：『公性急躁，不可去耳。』郃曰：『都督出关之时，命吾为大先锋之职。今日正是立大功之际，却不用吾，何也？』懿曰：『今合兵法云：‘归师莫掩，穷寇勿追’。今蜀兵急退，险阻处必有埋伏，须十分仔细，方可追之。』」
「郃生性急暴，只管追之。」
17. ↑  《三國志‧魏書‧張樂于張徐傳》
18. ↑  《三国志 魏书 辛毗杨阜高堂隆传第二十五》
19. ↑  《新校本南史·卷十九》
20. ↑  《明史 列传十一》